# Dormánd
Dormánd je vas na Madžarskem, ki upravno spada pod podregijo Füzesabonyi Županije Heves.